# Royalisme protestant en France au XXe siècle

Le royalisme protestant en France au XXe siècle est un courant de pensée qui vise à rétablir la monarchie de manière durable en France. Déjà présent au XIXe siècle, c'est au XXe siècle et plus particulièrement pendant l'entre-deux-guerres qu'il atteindra son apogée, avant de péricliter jusqu'à quasiment disparaître. Il connaît, durant les années 1990, un certain regain. 
Souvent considéré comme appartenant à la droite protestante, le pasteur Élie Lauriol le considère comme ayant sa place au sein du christianisme social. 

## Histoire

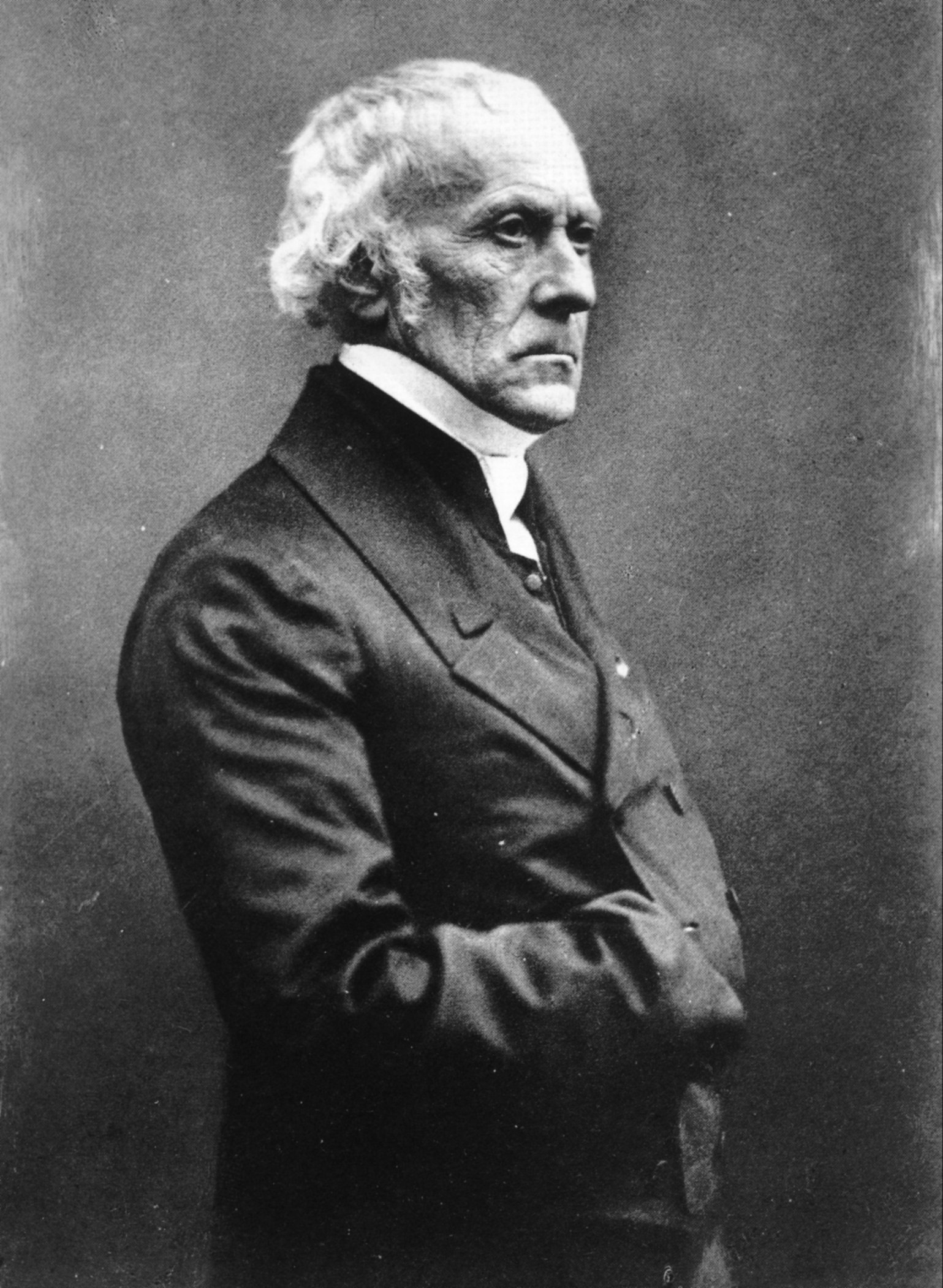
François Guizot, photographié par Félix Nadar.

### Prémices auXIXesiècle
Entre la Charte constitutionnelle de 1814 et celle de 1830, plusieurs protestants siègent à la chambres des pairs. Arnail François de Jaucourt, François-Antoine de Boissy d'Anglas,, Antoine Chabaud-Latour et François Guizot,.
Au sein de la Chambre introuvable siègent Jean-Louis Admyrauld, royaliste modéré, mais aussi, Claude-René Bacot de Romand, Antoine Dussumier-Fonbrune et Jean Teulon, tous les trois ultraroyalistes.
En 1830, Bacot de Romand, Louis-Benjamin Fleuriau de Bellevue et Robert-Auguste Creuzé s'opposent au vote sur l'adresse du roi, dont l'objectif est de minimiser le pouvoir des ultraroyalistes.
À la suite de la dissolution de la chambre, de nouvelles élections ont lieu le 3 juillet 1830. Jean Teulon siège de nouveau à la Chambre. Il refusera, tout comme Robert-Auguste Creuzé, de prêter allégeance au roi Louis-Philippe.

### Sous la Troisième République

#### Naissance des droites protestantes

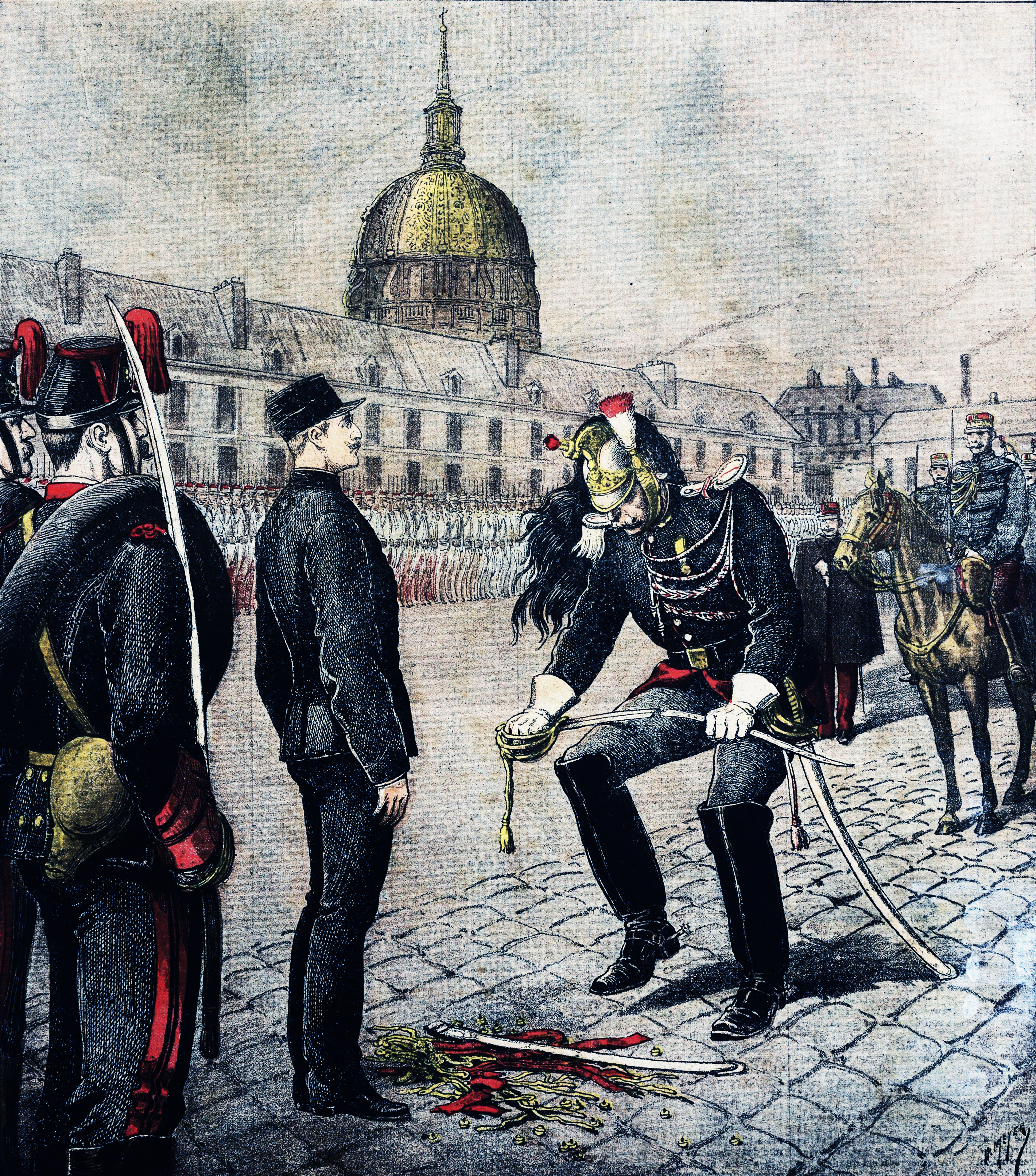

Pendant l'affaire Dreyfus, l'avocat Gaston Mercier, protestant et royaliste, fustige ses coreligionnaires dreyfusards,. Le 20 janvier 1889, il écrit dans la Libre parole, dirigée par Édouard Drumont. Plusieurs autres protestants célèbres tel que le vicomte d'Adhémar, le géologue et anthropologue Paul Cazalis de Fontdouce, le banquier Franck Courtois de Viçose ainsi que le commandant Jules Lauth, publieront dans cette revue au ton résolument antidreyfusards.  
En 1901, Gaston Mercier publie, aux Éditions Perrin, L'esprit protestant, Politique - Religion (1512 - 1900). Dans cet ouvrage, il distingue deux types de protestants, d'un côté les « vrais », fidèles au texte de la Déclaration de foi de 1872, et de l'autre les protestants libéraux adeptes de Félix Pécaut, partisans de Dreyfus et de l'école laïque, qu'il considère comme en dehors du culte réformé.  
En 1906, l'industriel Gaston Japy adresse une lettre ouverte à Charles Maurras dans la Gazette de France. Il y évoque son mépris du Bloc des gauches et mentionne plusieurs protestants qui partagent son avis, tels que le député Georges Berger, l'avocat Maurice Sibille et le journaliste Émile Deshayes. Le 1er décembre 1911, La Revue publie les propos du géographe Onésime Reclus, où il dénonce le poids politique des protestants, qu'il considère disproportionné.  
Fin 1911, apparait  La revue La Bonne Cause. Disparue en mai 1913, elle était liée à la Jeunesse protestante patriote.  
En 1919, Étienne de Seynes, membre du Bloc national, est élu député monarchiste du Gard,. Partisan de la restauration de la Monarchie de Juillet, il occupe ce poste jusqu'en 1924. En 1929, il rédige l'ouvrage Protestantisme et monarchie au XIXe siècle.
En 1920, Freddy Durrleman fonde La Cause, une association destinée à la solidarité sociale et à l'évangélisation. Principalement urbaine, elle réunit des membres des classes moyennes et de la bourgeoisie. Dès 1928, La Cause anime des émissions religieuses sur Radio-Paris. En 1923, Henri Eberhard et Jean Cadier fondent la Brigade de la Drôme, organisation qui poursuit le même but que La Cause, mais principalement implantée dans les campagnes.
En 1925, Louis Lafon fonde la revue La Vie nouvelle qui , à l'instar de La Bonne Cause, dénonce l'anti-protestantisme de Charles Maurras et de l'Action française.
En 1926, un dénommé Francus publie, aux Éditions E. Sansot, La monarchie mais… confession de foi d'un protestant royaliste.

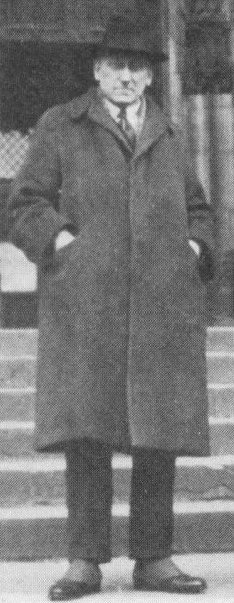
Le pasteur Auguste Lecerf, théologien néo-calviniste, fut une figure de l'Association Sully.

#### L’Association Sully (1925-1939), premier mouvement protestant royaliste

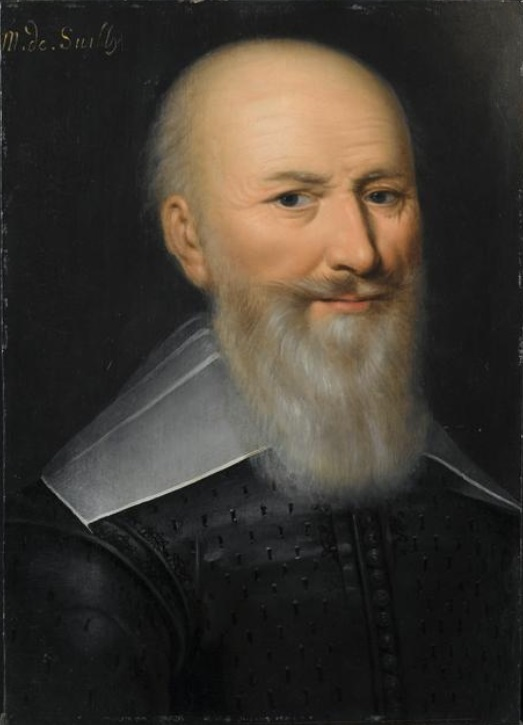
Maximilien de Béthune, dit Sully, ministre d'Henry IV.

Fondée en 1925, sous le nom d'Action protestante, elle adopte le nom d'Association Sully en 1930,,. D'obédience ultraroyaliste et légitimiste, elle est surnommée « petite cousine germaine de l'Action française » par l'historien Patrick Cabanel et entretient des liens étroits avec cette dernière,,,,après à son excommunication en 1926.
Elle est coprésidée par Eugène Kuhlmann, le colonel de Latour-Dejean et Louis de Seynes, frère d'Étienne de Seynes.
Alors qu'à cette époque, l'Action française réunit entre 60 000 et 70 000 membres, l'Association Sully, elle, réunit entre 4 000 et 5 000,, des 800 000 protestants français, qui représente 1,9 % de la population.
Parmi ses membres, on trouve notamment Auguste Lecerf, Noël Vesper, Henri Boegner,,, Pierre Courthial, Louis Dupin de Saint-André, Roland Jeanneret, le général Abel Clément-Grandcourt, Roger Boutitie, Philipe Secrétan, Amaury de Seynes, Hugues de Cabrol, Pierre Guiminal et, de manière éphémère, Roland de Pury,. Principalement bourgeoise et urbaine, elle peut présente au sein du prolétariat ainsi qu'en zone rurale,,.
Elle édite plusieurs bulletins locaux, mais le plus important est le Bulletin du Groupe du Bas Languedoc de l'association Sully,,. Il paraît à partir du 15 décembre 1933 et change son nom en Sully, en 1937,et prend une envergure nationale.
Il atteindra les deux mille abonnés,avec un tirage moyen de cinq mille exemplaires. Sully disparaît une première fois en 1939, en même temps que l'Association Sully,.
Il compte parmi ses principaux contributeurs Alfred-Henri Chaber, Pierre Delpuech, Noël Vesper,,, et Gaston Mercier,,.

### Seconde Guerre mondiale, les Sullystes dans la résistance et la collaboration
Le Cercle Fustel de Coulanges, fondé par Henri Boegner en 1927,,, partiellement impliqué dans la collaboration, réuni de nombreux membres de l'Association Sully,.
D'octobre 1942 à août 1944, Noël Vesper recrée le bulletin Sully et opte une posture collaborationniste,. Il est fusillé, à Buoux, le 21 août 1944,. Toujours dans les lignes de Sully, Alfred-Henri Chaber critique l'attitude de résistance de Charles De Gaulle.
Auguste Lecerf, lui, choisit le camp de la résistance, tout comme Roland de Pury, devenu partisan de Karl Barth,.
De manière plus globale, les protestants français, de tous bords politiques, furent très majoritaire hostiles à la collaboration. Un rassemblement a lieu en 1941, à Pomeyrol où les pasteurs condamnent le totalitarisme et l'antisémitisme du régime de Vichy.

### Après la libération, l'Union des protestants monarchistes (1946-1957)

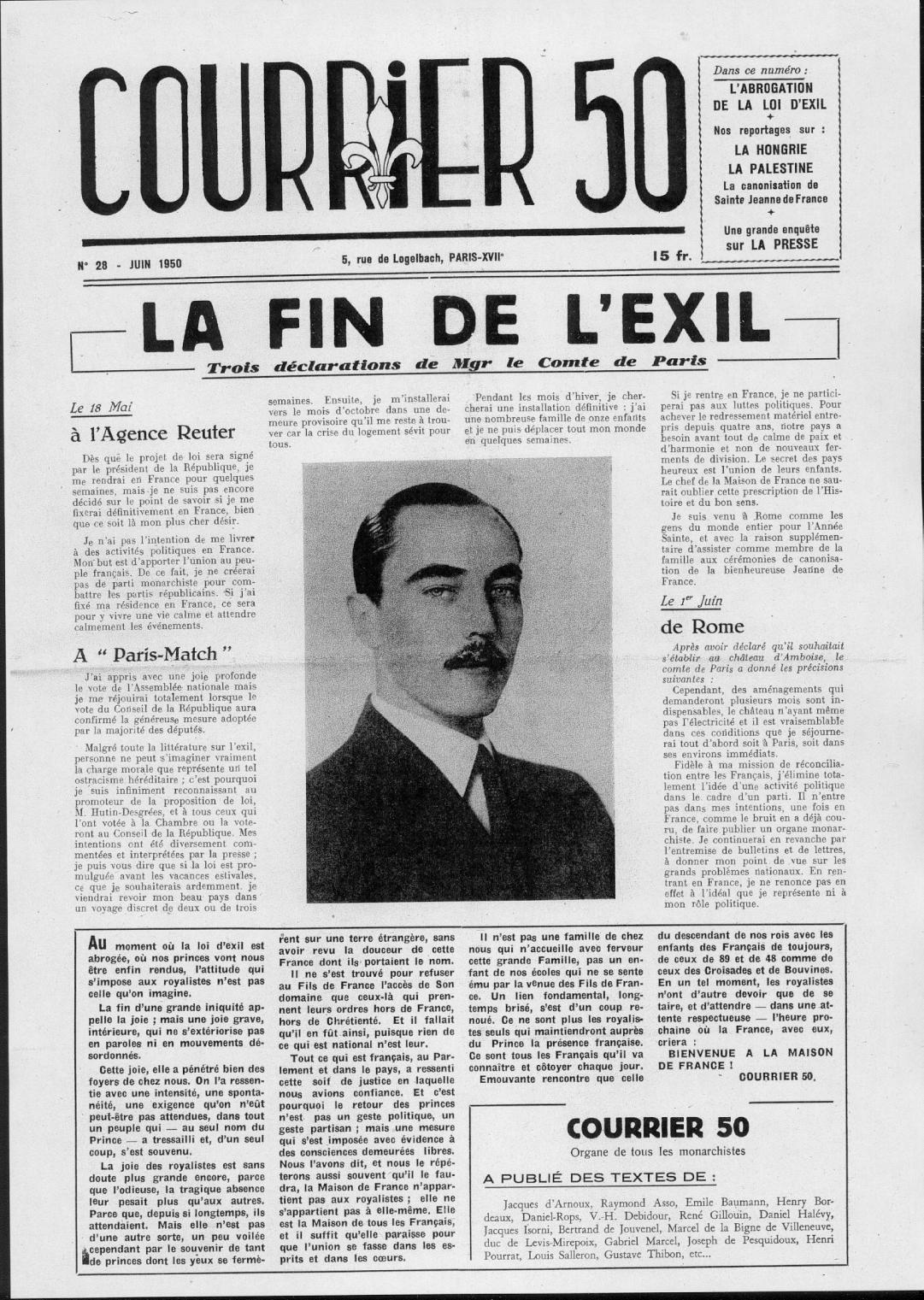
Henri d'Orléans, de retour de son exil, rencontrera les animateurs de l'UPM à quatre reprises.

L'Union des protestants monarchistes est fondée en 1946. Elle est animée par Roger Boutitie, qui publia dans la revue Sully durant les années 1930, ainsi que Philippe Secrétan, Amaury de Seynes, deux anciens membres de l'AS, et le docteur André Schlemmer. Elle réunit luthériens et réformés.
En février 1947, Roger Boutitie, assiste, à Lyon, à plusieurs conférences sur le christianisme social. Le pasteur Élie Lauriol, animateur de l'une d'entre elles, décrètera que les monarchistes protestants avaient leur place au sein de ce milieu.
En mai de la même année, l'UPM publie son premier cahier, ainsi qu'un second, en janvier 1948. À l'été 1948, elle fait paraître une brochure nommée Actualité de la monarchie. Elle publiera deux autres cahiers. Le dernier paraît en février 1957.
Durant l'année 1947, Boutitie et Schlemmer sont reçus trois fois à Paris, puis une nouvelle fois à Lausanne, par Henri d'Orléans, comte de Paris.

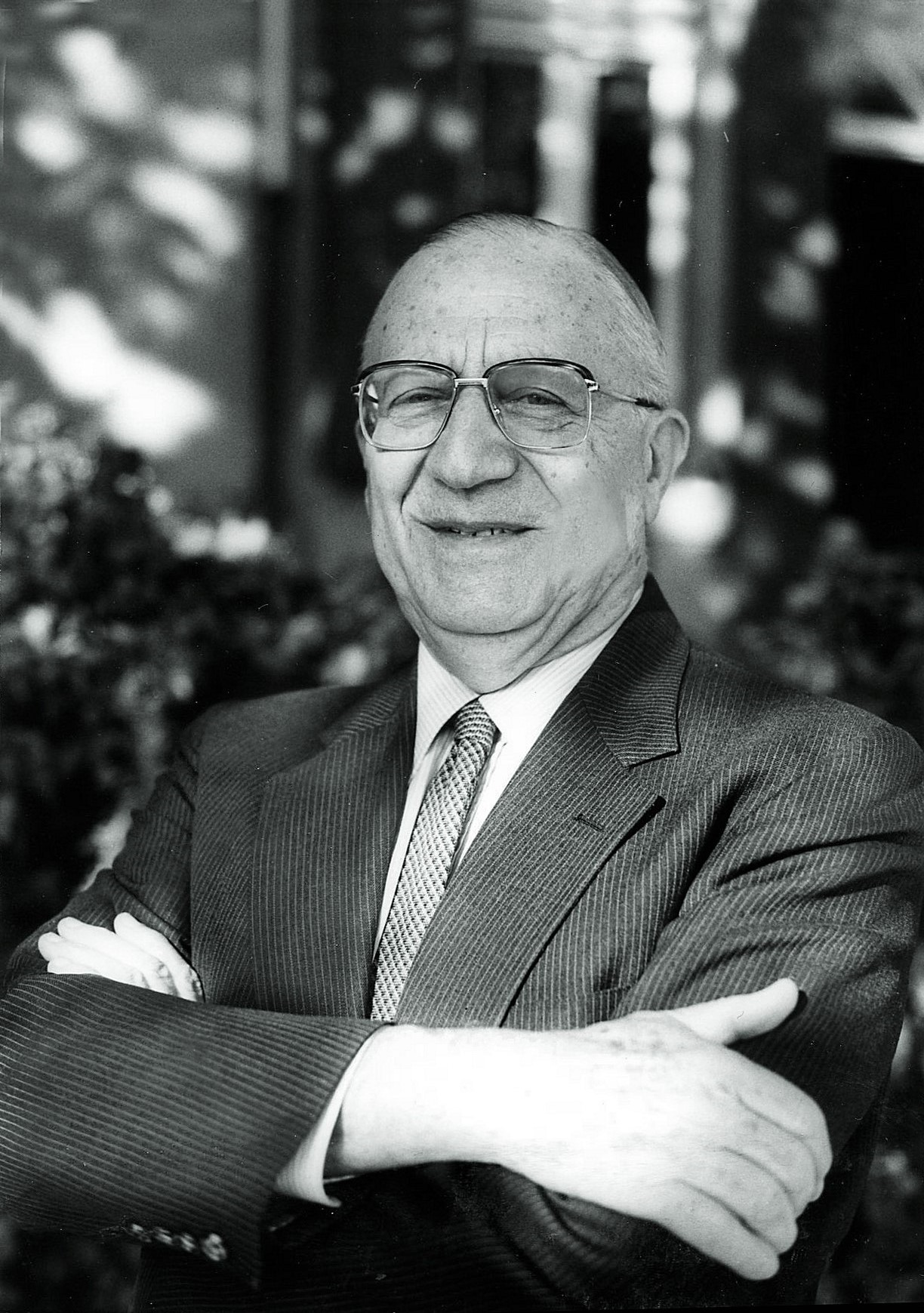
Le pasteur et théologien Pierre Courthial, fut membre de l'Association Sully. Au début des années 1970, il deviendra enseignant à la Faculté libre de théologie réformée d'Aix-en-Provence aux côtés de Jean-Marc Daumas, futur fondateur de l'Association des réformés royalistes.

Selon Samuel M. Osgood, l'UPM est partisane du providentialisme,, position que réfute le politologue Patrick Louis, qui l'associe au « royalisme spirituel ».

### Renouveau des années 1990

#### Bicentenaire de l’exécution de Louis XVI
Au tout début des années 1990, le protestantisme royaliste n'est plus qu'animé par les pasteurs Hugues de Cabrol et Roland Jeanneret, anciens membres de l'Association Sully, mais aussi par André Contamin ainsi que par Édouard Secrétan, fils de Philippe Secrétan. Ce dernier écrit alors un article sur le devoir de commémoration des Français envers leur roi défunt.
À partir de 1992, et jusqu'à son décès, en 2008, le protestant Pierre Campguilhem, signe de nombreux articles au sein de la Gazette royale, liée à l'Union des cercles légitimistes de France.
Le bicentenaire de la mort du roi Louis XVI lance un certain regain pour le camp royaliste. Le 21 janvier 1993, pour commémorer les 200 ans de son exécution, un rassemblement organisé par l'écrivain Jean Raspail et qui réunit plusieurs milliers de personnes, a lieu place de la Concorde où l'acteur Jean-Pierre Darras fait une lecture publique du testament du roi.
Le 21 et 24 janvier 1993, à l’église luthérienne des Billettes, ont lieu des commémorations en hommage à Louis XVI.
Le 24 juin 1999, le pasteur Pierre Cochet rend hommage à Henri d'Orléans, décédé cinq jours plus tôt.
Selon le sociologue des religions, Jean-Paul Willaime, en 1995, un sondage estimait les protestants français à 1,5 %, soit près de 868 000 personnes.

#### L'Association des réformés royalistes (1999-)
L'Association des réformés royaliste est fondée le 24 novembre 1999,, à Aix-en-Provence, au domicile du pasteur Jean-Marc Daumas, dit « de Cornilhac », son coprésident aux côtés du pasteur Vincent Bru.
Ses militants se réclament de la pensée d'Edmund Burke, de Friedrich Julius Stahl (en) et de Guillaume Groen van Prinsterer. Elle adopte pour devises « Omnis potestas a deo » (latin:Toute puissance vient de Dieu) et « Pour Dieu, pour la France, pour le Roi ».

## Avis et critiques

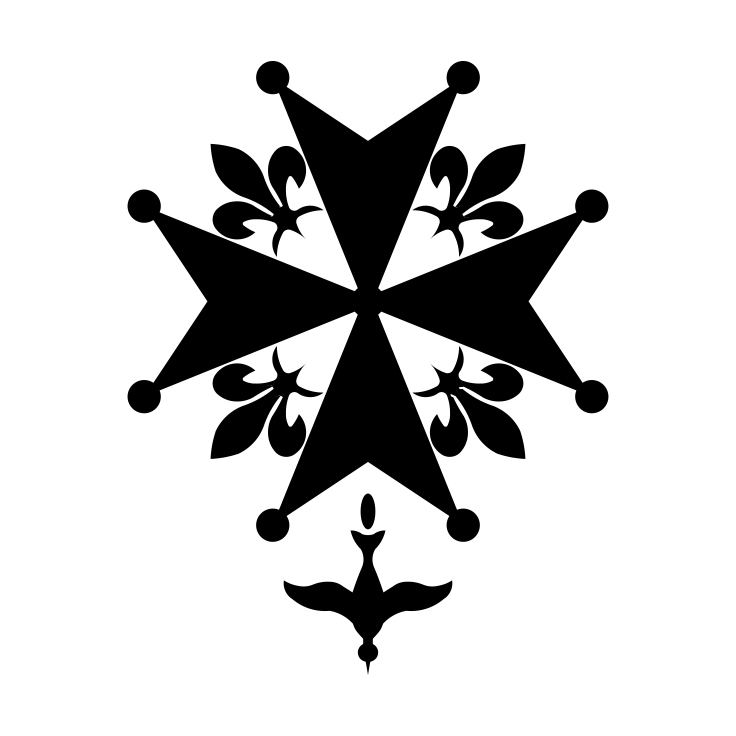
Croix huguenote avec fleurs de lys.

Bien qu'il considère le protestantisme comme l'un « quatre États confédérés » de la France, Charles Maurras se montre admiratif envers certains protestants ainsi qu'envers les militants de l'Association Sully. Il s'attaque davantage à l'interprétation faite de l'héritage protestant au XXe siècle.
En 1939, dans les lignes du no 13 de la revue Sully, Noël Vesper rédige le texte Révélation et Révolution. Dans ce dernier, il dit avoir toujours voulu démonter « le contrat tacite et la complicité que l'on nouait entre protestantisme contemporain et la politique de gauche. ». Selon lui « Révélation et Révolution se rencontrent, s'affrontent et s’excluent depuis les premières pages de la Genèse. »,.
En 1989, lors d'une interview menée par Patrick Louis et François-Marin Fleutot, le pasteur Jean-Marc Daumas défend ses positions royalistes,. Il rappelle l'importante tradition monarchiste des huguenots, mais aussi que la majorité des monarchies européennes existent dans des pays dont la population est principalement protestante, à savoir l'Angleterre, la Suède, le Danemark, la Norvège et les Pays-Bas. Il mentionne qu'en 1715, à Monoblet, aux Montèzes, un synode eut cours où les pasteurs prièrent pour le rétablissement de Louis XIV, alors que ce dernier était en train de mourir,, et ce malgré les persécutions qu'ils subirent sous son règne. Il ajoute qu'ils furent aussi très majoritairement hostiles à l'exécution de Louis XVI, initiateur de l'édit de Versailles. Il déplore que, dans les milieux royalistes, on associe souvent la Réforme à la libre pensée. Il précise que le  protestantisme n'a jamais eu vocation à former un nouveau culte, mais à revenir aux racines de ce dernier. Jean-Marc Daumas parle d'une « reformation » et non d'une « révolution ».

## Études universitaires
- Grace Davie, Right Wing Politics among French Protestants (1900-1944), with special reference to the Association Sully, doctorat, London School of Economics, 1975
- Yves Freychet, « Sully », analyse politique d'un périodique protestant et monarchiste (1933-1944), sous la direction de Pierre Bolle et Jean Godel, 1980
- Cédric Tartaud-Gineste, Les Protestants royalistes en France au XXe siècle, doctorat, sous la direction de Jean-Pierre Chaline, université Paris-Sorbonne, 2003